# Long County
Long County är ett administrativt område i delstaten Georgia, USA, med 14 464 invånare. Den administrativa huvudorten (county seat) är Ludowici. 
En del av Fort Stewart är belägen i countyt.

## Geografi
Enligt United States Census Bureau så har countyt en total area på 1 045 km². 1 038 km² av den arean är land och 7 km² är vatten.

### Angränsande countyn
- Liberty County - nordost
- McIntosh County - sydost
- Wayne County - sydväst
- Tattnall County - nordväst